# 関佳哉
関 佳哉（せき よしや、1943年10月21日 - 2014年2月14日）は、日本の政治家。元和歌山市議会議員（1期）。
維新政党・新風和歌山県本部代表、教育を語る会事務局長、教育正常化促進委員会局長などを歴任した。

## 経歴
和歌山市出身。地元の和歌山県立星林高等学校に進学するが中退、その後は海上自衛官や会社員として働いた。その一方で政治団体を主宰し、全国を遊説して廻った。
1986年の和歌山市議会議員補欠選挙に自民党の公認を得て出馬、無投票で初当選を飾る。だが翌1987年の和歌山市議会議員選挙で落選、市議としての活動は1期1年だけに終わった。市議落選後に大阪府阪南市の市長選に出馬するも落選している。
その後、旧知の仲だった政治活動家の魚谷哲央に誘われたことから、魚谷が代表を務める極右政党の維新政党・新風に参加した。2004年7月の第20回参院選では、和歌山県本部代表として同党の公認を受け和歌山県選挙区から出馬したが、5,619票（得票率1.1%）と惨敗し供託金を没収された。
2007年4月には返り咲きを目指して和歌山市議会議員選挙に出馬、この年の統一地方選挙では唯一の新風公認候補として選挙に臨んだものの、わずか171票（得票率0.1%）に留まり、再び供託金を没収された。
後に広島県本部幹事に転じ、2010年7月の第21回参院選では新風の公認候補として広島県選挙区から出馬する予定だったが、党が資金難などの理由で参院選から撤退したため関も立候補を断念した。参院選出馬断念後は和歌山県本部代表に復帰している。同年10月には和歌山県議会議員選挙・和歌山市選挙区補欠選挙に新風の公認候補として出馬。2,823票（得票率6.0%）で落選に終わったものの、新風から出馬した三度目の選挙で初めて供託金の回収に成功した。しかし選挙後の11月25日に弟の妻の顔を殴打したとして暴行罪で逮捕されている。
2014年2月14日、和歌山県本部代表に在任のまま急死した。70歳没。

## 選挙経歴
| 執行年 | 選挙名                   | 選挙区         | 公認           | 得票数 | 得票率 | 順位       | 結果             |
| ------ | ------------------------ | -------------- | -------------- | ------ | ------ | ---------- | ---------------- |
| 1986年 | 和歌山市議会議員補欠選挙 | （全市一区）   | 自由民主党     | 無投票 | 無投票 | 無投票     | 当選             |
| 1987年 | 和歌山市議会議員一般選挙 | （全市一区）   | 自由民主党     | 不明   | 不明   | 不明       | 落選             |
| 不明   | 阪南市長選挙             | （全市一区）   | 不明           | 不明   | 不明   | 不明       | 落選             |
| 2004年 | 第20回参議院議員通常選挙 | 和歌山県選挙区 | 維新政党・新風 | 5,619  | 1.1%   | 4人中4位   | 落選・供託金没収 |
| 2007年 | 和歌山市議会議員一般選挙 | （全市一区）   | 維新政党・新風 | 171    | 0.1%   | 47人中47位 | 落選・供託金没収 |
| 2010年 | 和歌山県議会議員補欠選挙 | 和歌山市選挙区 | 維新政党・新風 | 2,823  | 6.0%   | 3人中3位   | 落選・供託金回収 |